# إعصار إنغريد (2013)
إعصار إنغريد (بالإنجليزية: Hurricane Ingrid)‏ هو إعصار استوائي قوي من الدرجة الأولى حصل في لابيسكا بولاية تاماوليباس،المكسيك . يعد هذا الإعصار هو الإعصار الإستوائي التاسع و الثاني في موسم أعاصير المحيط الأطلسي لعام 2013. أدى إرتباطه بإعصار مانويل بمقتل 57 شخصا على الاقل في المكسيك تاركاً 40000 شخصاً على الأقل في منتجع مدينة أكابولكو و في وجود أنباء عن عمليات نهب واسعة .